# Port letni we Włocławku

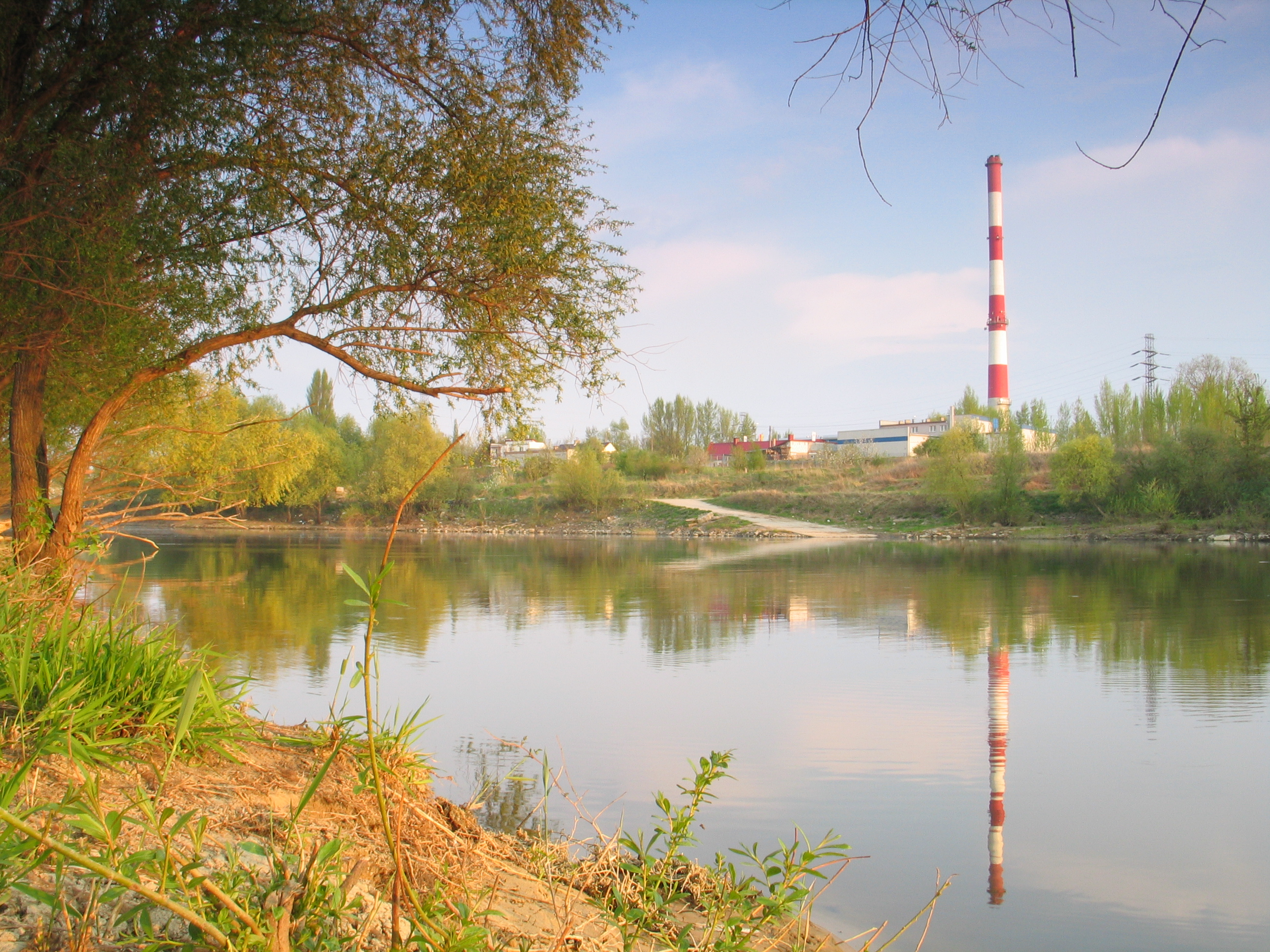
port letni w 2011

Port letni we Włocławku – niegdyś włocławski port na lewym brzegu Wisły (km 677,40), znajdujący się w dzielnicy Wschód Mieszkaniowy, niedaleko ul. Płockiej i Barskiej. Obecnie nie funkcjonuje prawidłowo ze względu na zbyt niski poziom wody poniżej włocławskiej zapory. Może być wykorzystywany m.in. podczas akcji ratunkowych. Jest elementem infrastruktury śródlądowej drogi wodnej – szlaku żeglownego na Wiśle.
Nieopodal, przy samym brzegu, na wysokości dzisiejszej ulicy Leonida Teligi, znajdowała się niegdyś stacja kolei wąskotorowej Włocławek Port.